# 嚦咕嚦咕對對碰
《嚦咕嚦咕對對碰》是一部由黃子華、李璨琛、張達明主演的電影，以“麻雀”為題材。故事講述富貴商場的一班租客的趣事。由於該電影屬於低成本製作，只用七天便拍完。黃子華在「娛樂圈血肉史2」上笑言這部是他有生之年最後一部主演的電影。

## 人物角色
- 黃子華- Beauty Lam
- 李璨琛 - Jack
- 張達明 - 先知
- 李彩華 - 陳發芝 Angela
- 盧巧音 - 吳智虹
- 江伊晴 - Ling
- 黃浩然 - 趙新貴
- 鄒凱光 - 廬旺達
- 夏春秋 - 趙老爺
- 丁羽 - 周老闆
- 余安安 - 教打牌美女
- 李蕙敏 - 教打牌美女
- 關寶慧 - 教打牌美女

## 劇情
阿芝（李彩华饰）是一名电视整蛊节目主持人，某日，她乔装打扮来到富贵商场进行整蛊计划，哪想到真实身份意外曝光 ...
故事圍繞著富貴商場裡的人和事，同時富貴商場的業主趙老爺（夏春秋飾）承諾如果租戶們如果能在麻雀檯上贏到他就可免卻該月的租金。雖然如此，趙老爺因為有老人癡呆，再加上與租戶們相熟而故意禮讓租戶們贏得牌局。
趙老爺兒子趙新貴（黃浩然飾）為了舊區重建不惜用盡一切方法，不巧地富貴商場是重建計劃的一部分。趙新貴為了逼遷租戶們而派助手兼麻雀高手盧旺達（鄒凱光飾）與他們應戰，結果租戶們慘敗。趙新貴向租戶們下了戰書，以台灣牌決勝負，如果租戶們在三局兩勝制下贏得雀局就無需逼遷兼不會重建富貴商場。
租戶代表Beauty Lam（黃子華飾）、Jack（李燦琛飾）、先知（張達明飾）為了贏下雀局而接受了同樣是租戶亦是麻雀高手周老闆（丁羽飾）的特訓，阿芝、吳智虹（盧巧音飾）和Ling（江伊晴飾）從旁協助。各人在周老闆的特訓下麻雀技術突飛猛進。
第一回合由Jack、先知和阿芝作代表，不過因為在盧旺達挑撥離間下不但慘敗，而且因為Jack和先知同時喜歡阿芝而令二人有心病，更因此互相大吵。
第二回合由Beauty、Ling和阿芝作代表，在最後一圈的牌局中由於Beauty的手牌比較差，結果決定做十三么。不過在盧旺達槓斷九萬後不但做十三么無望，而且不斷摸到花牌而集齊七隻花，換言之只要隨便一人摸到第八隻花盧旺達就可以以八隻花或七搶一贏得第二回合。然而牌局卻突然大逆轉，Beauty摸到七萬而露出時盧旺達以為可以勝出牌局，但卻沒想到Beauty竟然以自摸奇牌十六不搭奇蹟食糊。盧旺達不相信兼認為三人出千，當確定最後在牌堆未露出的牌為花牌時激動噴血。然而第二回合完後趙新貴已經安排好進行第三回合的同時亦會派其手下燒掉富貴商場以達到其目的。
在第三回合開始前一晚，代表Beauty、Jack和先知進行誓師大會，並由阿芝化解Jack和先知的誤會。不但如此，更令Beauty與吳智虹和Jack與Ling有情人終成眷屬。
第三回合開始之初三人兩次故意出口術令盧旺達大意輸掉部分牌局。其中第一次欺騙盧旺達其母親亡靈來到現場，第二次則是講出盧旺達是同性戀。不過在趙新貴的一聲令下盧旺達接連食糊。原來之前三人的出口術均是盧旺達在演戲，以此欺騙三人。結果三人決定改變計劃，由Jack做主力去食糊。在幾局牌局後盧旺達發現三人的計劃，接連幾局在Jack食糊時故意截糊，令三人處於劣勢。在最後一輪牌局中，盧旺達更聲明要三人其中一人要食出30番才能勝出第三回合。在先知自摸三萬的時候，盧旺達已經知曉先知手摸三萬，而且肯定不夠30番。先知亦知曉其手牌即使自摸食糊亦不可能是30番，所以打出三萬盡地一煲。結果Jack食出，但同時盧旺達卻以小三元截糊，而Beauty同樣截糊，造成一炮三響的局面。不過Beauty聲言只得21番時其餘兩人表現絕望，而盧旺達亦滿心歡喜宣布第三回合結束。然而Beauty表示其手牌卻可以組成另一個組合而砌出嚦咕嚦咕加獨獨三萬32番，再加上之前組合的21番，共以53番勝出。原來以Jack做主力只是假象，Beauty才是三人真正的主力。
不過第三回合完後趙新貴和盧旺達卻突然奸笑並表明已經派人去燒富貴商場，並於之前以其父親因老人癡呆而在羅湖口岸走失為名將所有人引去羅湖，從而令富貴商場空無一人。之後Jack等人在手機的閉路電視上看到趙老爺進入商場而令眾人大驚，趙新貴始知闖了大禍而與眾人馬上趕去富貴商場救人，Beauty命令正前往羅湖的其餘人等馬上折回商場，當眾人回到商場後卻發現趙老爺安然無恙。原來一切都是趙老爺的安排，希望以此來激發眾人的潛能並順便教育兒子不要凡事向錢看。趙新貴終於認錯並承諾不會再打富貴商場的主意，趙老爺亦答應租戶們不加租並可以繼續留在富貴商場，最終各人對此歡喜若狂。

## 外部連結
- 開眼電影網上《嚦咕嚦咕對對碰》的資料（繁體中文）
- 香港影庫上《嚦咕嚦咕對對碰》的資料（繁體中文）
- 时光网上《嚦咕嚦咕對對碰》的資料（简体中文）
- 豆瓣电影上《嚦咕嚦咕對對碰》的資料 （简体中文）
- 互联网电影数据库（IMDb）上《嚦咕嚦咕對對碰》的资料（英文）